# Tabanus miniatus
Tabanus miniatus är en tvåvingeart som beskrevs av Datta och Biswas 1977. Tabanus miniatus ingår i släktet Tabanus och familjen bromsar. Inga underarter finns listade i Catalogue of Life.